# Metal (álbum)
Metal es el tercer álbum de la banda mexicana de heavy metal Fongus, originaria de Guadalajara, lanzado en 1983.

## Lista de canciones
1. Rompiendo Pistones	(02:29)
2. Calibre 38	(03:26)
3. Rain Of Ideas	(03:09)
4. Alma (04:09)
5. Shake That Fat	(02:40)
6. Silver Knife (Doctor, Doctor)	(03:58)
7. Ella Siempre Ha Sido Así	(03:54)
8. Metal	(07:34)

- Datos: Q6011636